# Ad5-nCoV
克威莎 （こくいしゃ、コードネーム: Ad5-nCoV）は、中華人民共和国の医薬品メーカー康希諾生物（カンシノ・バイオロジクス）と中国人民解放軍軍事科学院軍事医学研究院生物工程研究所が共同で開発したCOVID-19ワクチン。別名、コンビディシア（Convidecia ）ともいう。

## 概要
「Ad5-nCoV」は、ヒトのアデノウイルス5型をウイルスベクターとして利用した、「1回投与型」の遺伝子組み換え型新型コロナウイルス感染症（COVID‑19）ワクチンである。2020年末以降、第III相臨床試験を実施している国は、アルゼンチン、サウジアラビア、チリ、パキスタン、メキシコ、ロシアであり、4万人の治験者が参加している。2021年2月、第III相臨床試験と101件の新型コロナウイルス感染者の症例から集められた世界規模のデータで、「Ad5-nCoV」は、感染症の症状が中程度の場合は65.7%、重症の場合は91%の有効性を示した。これは、同じ「1回投与型」「アデノウイルス」「ベクター」ワクチンであるジョンソン・エンド・ジョンソンの「Ad26.COV2.S」が世界規模の臨床試験で示した66%と同等の結果となっている。「Ad5-nCoV」と同じくウイルスベクターを利用したワクチンとしては、オックスフォード大学とアストラゼネカ社が共同開発した「AZD1222」、ガマレヤ記念国立疫学・微生物学研究センターの「Gam-COVID-Vac」、ジョンソン・エンド・ジョンソンの「Ad26.COV2.S」がある。1回の投与で済む点や一般的な冷蔵庫（2℃～8℃）で保管できる点は、多くの国にとって、肯定的に評価できるポイントである。
現在、「Ad5-nCoV」の一般使用を承認している国は、中国、パキスタン、メキシコの3か国である。軍事医学研究院のChen Weiによると、「Ad5-nCoV」の生産能力は、2021年中に5億回分に増強される見込みである。